# Кинтеро (Чили)
Кинтеро (исп. Quintero) — город в Чили. Административный центр одноимённой коммуны. Население города — 18 719 человек (2002). Город и коммуна входит в состав провинции Вальпараисо и области Вальпараисо .
Территория — 148 км². Численность населения — 31 923 жителя (2017). Плотность населения — 215,7 чел./км².

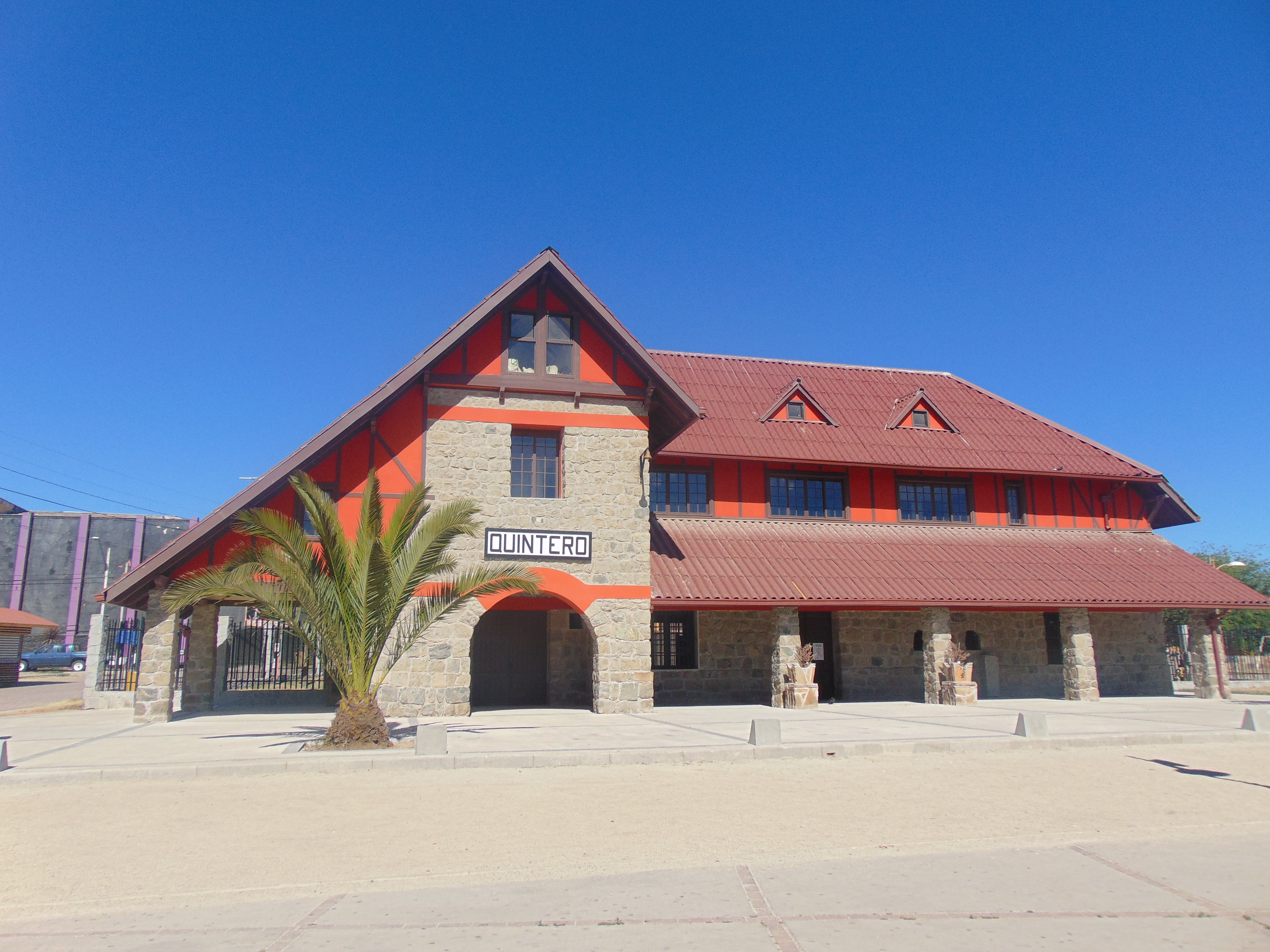
Станция Кинтеро

## Расположение
Город расположен в 31 км на север от административного центра области города Вальпараисо.
Коммуна граничит:
- на северо-востоке — c коммуной Пучункави
- на востоке — с коммуной Кильота
- на юге — c коммуной Конкон

На западе находится побережье Тихого океана.

## Демография
Согласно сведениям, собранным в ходе переписи 2017 г.  Национальным институтом статистики (INE),  население коммуны составляет:
| Полное население                          | Полное население                          | Полное население                          | Полное население                          | Полное население                          | 31 923 |
| ----------------------------------------- | ----------------------------------------- | ----------------------------------------- | ----------------------------------------- | ----------------------------------------- | ------ |
| в том числе:                              | Городское население                       | 26 884                                    | Процент городского населения, %           | 84,22                                     |        |
|                                           | Сельское население                        | 5 039                                     | Процент сельского населения, %            | 15,78                                     |        |
|                                           | Мужское население                         | 15 834                                    | Процент мужского населения, %             | 49,60                                     |        |
|                                           | Женское население                         | 16 089                                    | Процент женского населения, %             | 50,40                                     |        |
| Плотность населения, чел/км²              | Плотность населения, чел/км²              | Плотность населения, чел/км²              | Плотность населения, чел/км²              | Плотность населения, чел/км²              | 215,7  |
| Население коммуны в % к населению области | Население коммуны в % к населению области | Население коммуны в % к населению области | Население коммуны в % к населению области | Население коммуны в % к населению области | 1,76   |

| Динамика изменения населения коммуны | Динамика изменения населения коммуны | Динамика изменения населения коммуны | Динамика изменения населения коммуны |
| ------------------------------------ | ------------------------------------ | ------------------------------------ | ------------------------------------ |
| 1992                                 | 2002                                 | 2012                                 | 2017                                 |
| 17 796                               | 21 174▲                              | 28 066▲                              | 31 923▲                              |

## Важнейшие населенные пункты[4]
| №  | Населённый пункт             | Населённый пункт (исп.) | Категория | Население чел. (2002) | На карте                        |
| -- | ---------------------------- | ----------------------- | --------- | --------------------- | ------------------------------- |
| 1  | Кинтеро                      | Quintero                | город     | 18719                 | 32°47′02″ ю. ш. 71°31′42″ з. д. |
| 2  | Мантагуа                     | Mantagua                | поселок   | 465                   | 32°51′44″ ю. ш. 71°28′39″ з. д. |
| 3  | Санта-Луиса                  | Santa Luisa             | поселок   | 392                   | 32°54′04″ ю. ш. 71°29′45″ з. д. |
| 4  | Санта-Адела                  | Santa Adela             | поселок   | 320                   | 32°52′29″ ю. ш. 71°29′33″ з. д. |
| 5  | Санта-Хулия                  | Santa Julia             | поселок   | 209                   | 32°50′00″ ю. ш. 71°28′27″ з. д. |
| 6  | Валье-Алегре                 | Valle Alegre            | поселок   | 208                   | 32°48′35″ ю. ш. 71°26′05″ з. д. |
| 7  | Лас-Гавиотас                 | Las Gaviotas            | поселок   | 125                   | 32°54′42″ ю. ш. 71°30′04″ з. д. |
| 8  | Санта-Роса-де-Кольмо (часть) | Santa Rosa De Colmo     | поселок   | 106                   | 32°55′16″ ю. ш. 71°26′40″ з. д. |
| 9  | Сан-Рамон                    | San Ramón               | поселок   | 97                    | 32°52′28″ ю. ш. 71°27′28″ з. д. |
| 10 | Ритоке                       | Ritoque                 | поселок   | 75                    | 32°49′38″ ю. ш. 71°31′42″ з. д. |

## Персоналии
- Викунья Маккенна, Бенхамин – чилийский историк, публицист, политический деятель

## Галерея

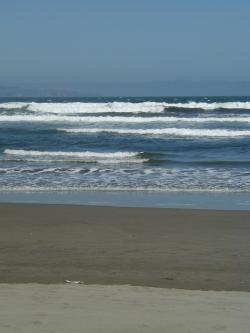